# Cooperstown (Nueva York)
Cooperstown es una villa ubicada en el condado de Otsego en el estado estadounidense de Nueva York. En el año 2000 tenía una población de 2,032 habitantes y una densidad poblacional de 374 personas por km².  En Cooperstown se encuentra el Salón de la Fama Nacional de Béisbol.

## Geografía
Cooperstown se encuentra ubicada en las coordenadas 42°41′50″N 74°55′37″O / 42.69722, -74.92694.

## Demografía
Según la Oficina del Censo en 2000 los ingresos medios por hogar en la localidad eran de $36,992, y los ingresos medios por familia eran $50,250. Los hombres tenían unos ingresos medios de $39,625 frente a los $20,595 para las mujeres. La renta per cápita para la localidad era de $26,799. Alrededor del 10.2% de la población estaban por debajo del umbral de pobreza.